# Stefan Leković
Stefan Leković (en serbe : Стефан Лековић), né le 9 janvier 2004 à Belgrade en Serbie, est un footballeur serbe qui évolue au poste de défenseur central à l'AC Monza, en prêt de l'Étoile rouge de Belgrade.

## Biographie

### En club
Né à Belgrade en Serbie, Stefan Leković est formé dans l'un des plus grands clubs du pays, l'Étoile rouge de Belgrade, qu'il rejoint à l'âge de huit ans. Le 6 août 2020, il signe son premier contrat professionnel avec le club. 
Le 18 octobre 2021, Leković prolonge son contrat avec l'Étoile rouge de Belgrade jusqu'en juin 2024,. Il commence toutefois sa carrière dans un autre club de la capitale serbe, le FK Grafičar, où il est prêté lors de la deuxième partie de la saison 2021-2022.
Leković est ensuite de retour à l'Étoile rouge, jouant son premier match pour son club formateur le 10 juillet 2022 lors de la première journée de la saison 2022-2023 du championnat, face au FK Radnički Niš. Il entre en jeu à la place de Marko Gobeljić et son équipe s'impose par quatre buts à zéro,.
Il remporte son premier trophée lors de la saison 2022-2023, en étant sacré Champion de Serbie. Il s'agit du neuvième titre de champion de Serbie du club, le sixième consécutif.
Le 1er septembre 2023, Stefan Leković rejoint l'Espagne afin de s'engager en faveur du Villarreal CF. Il est dans un premier temps intégré à l'équipe réserve.

### En sélection
Stefan Leković joue deux matchs avec l'équipe de Serbie des moins de 17 ans, tous les deux en 2020.
En juin 2022, Leković est retenu avec l'équipe de Serbie des moins de 19 ans pour participer au championnat d'Europe des moins de 19 ans en 2022. Lors de cette compétition organisée en Slovaquie, il joue trois matchs. Il se met en évidence lors de la première rencontre, en inscrivant un but face à Israël, permettant à son équipe d'arracher le match nul dans les toutes dernières secondes de la partie. Avec un bilan d'un nul et deux défaites, la Serbie est éliminée dès le premier tour du tournoi.

## Vie privée
Stefan Leković est le fils de Nebojša Leković, dirigeant du football ayant notamment officié à la Fédération de Serbie de football.

## Palmarès
Étoile rouge de Belgrade
- Championnat de Serbie (1) :
  - Champion : 2022-23.